# Ludwig Boegl
Ludwig Boegl (* 10. August 1880 in Neumarkt in der Oberpfalz; † 27. Dezember 1952 in Erfurt) war ein deutscher Bauingenieur und kommunaler Baubeamter, in dessen Amtszeit als Stadtoberbaurat in Erfurt zahlreiche wichtige Gebäude entstanden.

## Familie
Ludwig Boegl wurde in Neumarkt als Sohn eines Buchhändlers und Buchdruckereibesitzers geboren. Er heiratete Dina Weiden, die ihn um acht Jahre überlebte. Aus der Ehe ging ein Sohn hervor, der als Soldat im Zweiten Weltkrieg fiel. Boegl blieb aus Verbundenheit zu Erfurt auch nach 1945 in der Stadt, die dann zur SBZ/DDR gehörte, und arbeitete dort bis zu seinem Tod im 73. Lebensjahr.

## Berufliche Entwicklung
Boegl schloss sein achtsemestriges Studium an der Technischen Hochschule München mit dem akademischen Grad Diplom-Ingenieur ab. Er arbeitete dann als Referendar bei verschiedenen Hochbauämtern und übte zwei Jahre lang eine Lehrtätigkeit an der Gewerbeakademie in Friedberg (Hessen) aus. 1906 kam er zur Baupolizei der Stadt Erfurt, zunächst als Polizeibaumeister. 1907 wurde er zum Polizeiinspektor befördert und mit der Leitung des Baupolizeiamts betraut. 1919 wurde Boegl Magistratsbaurat, 1920 Stadtbaurat mit Sitz und Stimme im Magistratskollegium, zuständig auch für Wohnungs- und Siedlungswesen sowie Stadterweiterung. 1924 folgte die Verantwortlichkeit auch für das Hoch- und Tiefbauwesen und als Theaterdezernent. 1932 und 1944 wurde Boegl erneut zum Stadtrat und Stadtbaurat gewählt. Zum 1. Mai 1933 trat er der NSDAP bei (Mitgliedsnummer 3.067.487). 1945 wurde er unter dem neuen Regime in den Ruhestand versetzt, „aber wegen seiner genauen Kenntnisse der Erfurter Verhältnisse und seiner weitreichenden Erfahrungen unter beschämenden Bedingungen bis zu seinem Tode am 27. Dezember 1952 weiterbeschäftigt“.
Neben seiner Haupttätigkeit war Boegl auch Mitglied der Meisterprüfungskommission für das Bauhandwerk (1912 zum Vorsitzenden gewählt, der er 25 Jahre blieb), Mitbegründer des Erfurter Bundes für Heimatschutz, Vorstandsmitglied im Verkehrsverein, Gründer und Geschäftsführer der Kleinwohnungsbau-Gesellschaft.

## Leistung
Unter der Oberbauleitung von Boegl und seines Hochbauamtsleiters Johannes Klass entstanden in Erfurt in den 1920er- und 1930er-Jahren Bauten, die auch überregional Maßstäbe setzten: das Große Hospital am Johannesring, die Chirurgische Klinik des Städtischen Krankenhauses, der Erweiterungsbau des Rathauses und die Sparkasse am Fischmarkt, das Nordbad im Nordpark (Gebäude 2009 abgerissen), die Sportstätten Mitteldeutsche Kampfbahn (heute Steigerwaldstadion), die Neubauten der Oberpostdirektion am Beethovenplatz, des Postscheckamts und der Reichsbank am Reglerring (später Kreiswehrersatzamt), der Neubau der Schule „Himmelpforte“ (heute: Heinrich-Mann-Gymnasium Erfurt), der Regierungsbau (heute Teil des Thüringer Landtags) an der Hindenburgstraße (heute Arnstädter Straße), der Flughafen am Roten Berg (heute überbaut), die Thüringenhalle, städtische Reihenhäuser und Eigenheimsiedlungen am Stadtrand. Das Angermuseum wurde erweitert, die Aula im Collegium Majus der Alten Universität wieder repräsentativ hergerichtet. Die Brücken der Stadt wurden den neuen Verkehrsverhältnissen angepasst, die Kanalisation modernisiert. Unter Boegl erfolgte der Erlass einer neuen Bauordnung für die Stadt. Er richtete das Stadtplanungs- und Erweiterungsamt ein. Boegl betrieb auch die Eingemeindung benachbarter Dörfer, die 1940 bzw. 1952 erfolgte. Dabei achtete er auf eine konzentrische Ausdehnung der Stadt (die nach ihm nicht befolgt wurde). Nicht realisiert werden konnte eine Stadthalle – in Verbindung mit den Sportstätten und dem aufgelassenen Südfriedhof – als großes Anliegen Boegls.

## Auszeichnungen
- Berufung als Mitglied der Deutschen Akademie des Städtebaus
- Goldenes Amtszeichen des Deutschen Handwerks
- Ehrenmünze der Akademie für Bauforschung